# Гайдук, Оксана Вячеславовна
Окса́на Вячесла́вовна Гайду́к (бел. Аксана Вячаславаўна Гайдук, род. 6 февраля 1974, д. Звёздная, Барановичский район, Брестская область, Белорусская ССР, СССР) — белорусский государственный и политический деятель, депутат Палаты представителей Национального собрания VI и VII созывов. В парламенте является заместителем председателя Постоянной комиссии по жилищной политике и строительству.

## Биография
Образование высшее — закончила Белорусскую государственную политехническую академию по специальности «Строительство автомобильных дорог и аэродромов»; в настоящее время проходит обучение в Институте государственной службы Академии управления при Президенте Республики Беларусь.
Работала первым заместителем генерального директора  государственного производственного объединения «Горремавтодор Мингорисполкома».
11 сентября 2016 года баллотировалась и была избрана на парламентских выборах депутатом Палаты представителей Национального собрания Республики Беларусь шестого созыва по Есенинскому избирательному округу № 100. По результатам голосования, за её кандидатуру были поданы 20 847 голосов (47,8 % от общего числа), явка избирателей на округе составила 63,7 %.
17 ноября 2019 года, на прошедших парламентских выборах, была вновь избрана депутатом Палаты представителей Национального собрания по тому же округу, что и в 2016 году. По результатам голосования, за её кандидатуру были поданы 22 081 голосов (50,99 % от общего числа), при этом явка избирателей на округе составила 64,07 %.

## Семья
Замужем, воспитывает сына.

## Награды
- Медаль «За трудовые заслуги» (18 марта 2024 года)  — за плодотворную государственную и общественную деятельность, значительный личный вклад в развитие законодательства и парламентаризма[4].
- Награждена почетными грамотами Министерства жилищно-коммунального хозяйства Республики Беларусь, администраций Московского и Фрунзенского районов г. Минска, имеет нагрудный знак Министерства внутренних дел Республики Беларусь «За заслугi».